# ماسیمو یوسا گینی
ماسیمو یوسا گینی (به ایتالیایی: Massimo Iosa Ghini)؛ (زادهٔ ۱۸ ژوئن ۱۹۵۹ میلادی) یک معمار، طراح و استاد دانشگاه اهل ایتالیا است که به خاطر پیشگامی در جنبش بولیدیست، و مشارکتش در گروه ممفیس که معماران دیگری از جمله اتوره سوتساس، مایکل گریوز را در آن حضور داشتند، شهرت دارد. یوسا گینی به دلیل طراحی‌های ساده و ارگانیک خود شناخته شده‌ است، و به دلیل «توانایی رؤیایی خود در ترکیب رشته‌ها، فرم‌ها و ابعاد فراتر از مرزها در هنر، طراحی و معماری» ستایش شده‌ است. او در سرتاسر جهان بسیار کار کرده است و مجموعۀ بزرگی از مبلمان را طراحی کرده است که بازتابگر طرح‌های آینده نگرانۀ آثار معماری او است. در سال ۱۹۹۰ میلادی او شرکت یوسا گینی آسوچاتی (همکاران) را راه‌اندازی کرد که امروزه در میلان، بولونیا، مسکو و میامی فعالیت می‌کند.

## تحصیلات
ماسیمو یوسا گینی که در بولونیا به دنیا آمد، تا زمانی که به اشتیاق خود برای معماری پی‌برد، به دنبال تصویرسازی بود. او در پلی‌تکنیک میلان تحصیل کرد، پس از فارغ‌التحصیلی به دهۀ پر سرعت ۱۹۸۰ میلادی رانده شد، دوره‌ای که الهام‌بخش کار او بود و در آن با ایده‌های رسانه و جنبش بازی می‌کرد. او در این دوره فعالیت‌های هنری مختلفی از جمله طراحی مبلمان و طراحی صحنه برای یک شبکۀ تلویزیونی ایتالیایی را تجربه کرد. در سال ۱۹۸۱ میلادی، طراحی‌های عجیب و غریب او عاملی برای دعوت شدن به گروه ممفیس گردید. این انجمن پیشرفتۀ معماری و طراحی، بیشتر به عنوان نوعی آموزش برای معمار جوان عمل کرد. در اینجا بود که او چندین اثر نمادین از جمله بوفۀ «برتراند» و صندلی دسته‌دار «اتلو» را تکمیل کرد که یکی از آن‌ها اخیراً در مجموعۀ دیوید بویی موسیقی‌دان فقید به حراج گذاشته شد.
او قبلاً در دانشگاه ساپینزا در رم تدریس می‌کرد، استاد کمکی در دانشگاه فنی هنگ کنگ بود و در حال حاضر در دانشگاه فرارا تدریس می‌کند.

## بولیدیسم
یوسا گینی را یکی از پدران بولیدیسم می‌دانند، سبکی که او آن را «روشی برای روایت گذار از مادیت به ترسیم چیزهایی که در آن جنبۀ بصری و رسانه‌ای با توجه به هدف عملکردی شیء غلبه دارد» خلاصه می‌کند (۴۰). می‌توان آن را به عنوان یک سبک رنگارنگ توصیف کرد که در دهۀ ۱۹۸۰ میلادی میلادی تأسیس شد که عناصری را از آینده‌گری به عاریت گرفته‌ است و مجذوب تعامل انسان و ماشین است.

## معماری

طراحی مفهومی معماری سبز توسط ماسیمو یوسا گینی.

ماسیمو در سال ۱۹۹۰ میلادی، یوسا گینی آسوچاتی را به همراه همسرش میلنا موسی تأسیس کرد. شرکت او از آن زمان با بسیاری از گروه‌های بین‌المللی کار کرده‌ است و فضاهای مسکونی، تجاری و عمومی را در مقیاس بزرگ توسعه داده است. یکی از پروژه‌های قابل توجه او در فروشگاه کارخانهٔ فراری است، که در آن سبک پویا، آینده‌نگر و به طرز چشمگیری ایتالیایی او شفاف است. دفتر او تا حد زیادی بر تجربهٔ انسان مدرن در کار معماری خود متمرکز است، به ویژه اینکه چگونه رسانه‌ها و ارتباطات و حمل و نقل همه در طراحی حضور دارند. لمس رنگارنگ ماسیمو یوسا گینی همیشه به کار او سرزندگی می‌بخشد و به پروژه‌هایش بازیگوشی می‌بخشد. به غیر از شرکت‌هایی که قبلاً ذکر شد، او در توسعهٔ جهانی برندهایی مانند: آی‌بی‌ام، کیکو میلانو، گروه کاپیتال، آلیتالیا و بسیاری دیگر کمک کرده‌ است. کار یوسا گینی مورد تجلیل قرار گرفت و توسط لوکا زوی، نمایشگاه‌گردان پاویون ایتالیا در بینال معماری ونیز ۲۰۱۲ میلادی، برای نمایشگاه «معماری دِل ساخت ایتالیا» با پروژهٔ «سئات پاجینه جیاله» (صندلی صفحات زرد) (تورین) انتخاب شد.

## طراحی محصول

بوفهٔ «برتراند»، طراحی توسط: یوسا گینی برای گروه ممفیس

چندین محصول یوسا گینی در پروژۀ تاریخی ممفیس به نمایش درآمد. سبک او بسیار به روح آن نمایشگاهی است که عقل‌گرایی را رد می‌کرد و دکوراسیون را تحسین می‌کرد. طراحی یوسا گینی بسیار بازیگوش است و این ویژگی منحصر به فرد را در تمام مقیاس‌ها حفظ کرده‌ است. او در طول سال‌ها همه چیز از ظروف غذاخوری گرفته تا مبلمان و تجهیزات حمل‌ونقل عمومی را طراحی کرده و با برندهای تولیدی مانند آلسی و دوراویت همکاری داشته‌ است. بسیاری از پروژه‌های طراحی شده توسط او در همۀ مقیاس‌ها بخشی از مجموعه‌های موزه‌های مختلف هستند و تقدیرنامه‌ها و یادکردهای بسیاری دریافت کرده‌اند، از جمله جایزۀ طراحی خوب از آتنائوم شیکاگو و جایزۀ روسکو، جایزۀ طراحی سبز آای‌آی (چین)، جایزۀ طراحی محصول آی‌اف و جایزهٔ رد دات. یوسا گینی همچنان به طراحی مبلمان در ماموریت‌های خود اهمیت زیادی می‌دهد و به تمام کارهای خود کیفیت سفارشی منحصر به فردی می‌بخشد. مبلمان ماسیمو باعث ایجاد انسجام در کار او می‌شود و کمک می‌کند تا دیدگاه‌های رنگارنگ او را زنده کند.

## آثار

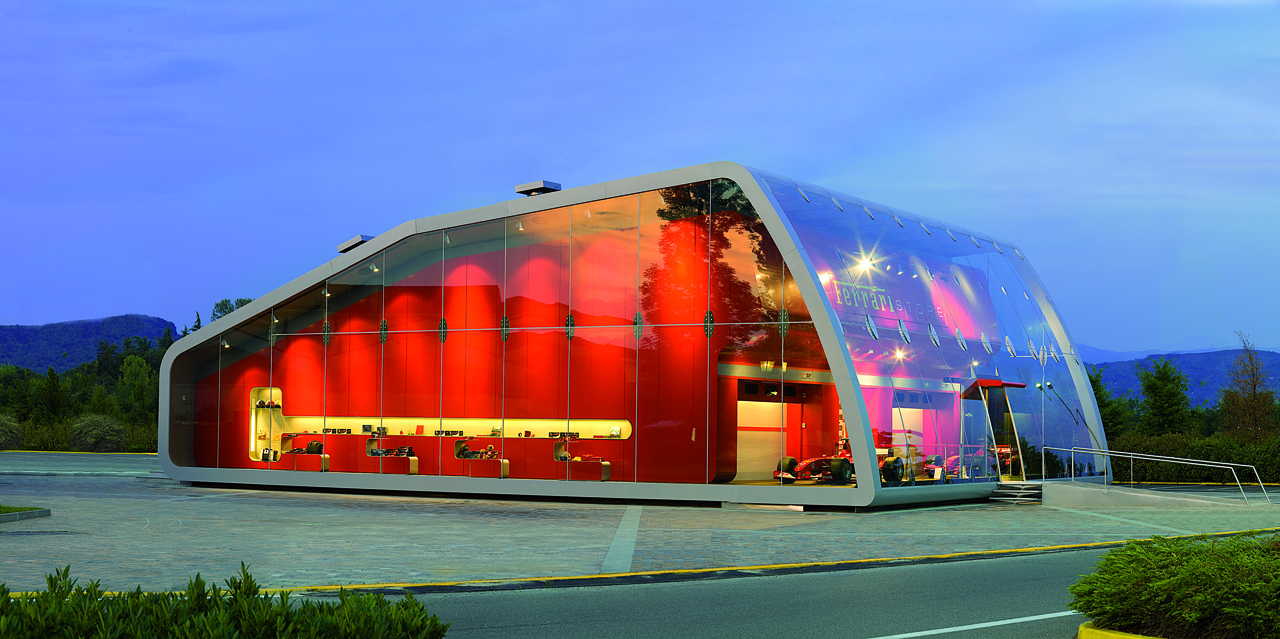
فروشگاه کارخانهٔ فراری

پروژه‌های زیر در وب‌گاه یوسا گینی فهرست شده‌ است، در زیر منتخبی از آثار قابل توجه ذکر شده‌ است:
- بریکل فلت‌آیرون، میامی (ایالات متحدۀ آمریکا). [در حال ساخت][۴]
- مارکونی اکسپرس، پیپل موور، بولونیا (ایتالیا).
- ساختمان مسکونی اوکی‌او، مسکو (روسیه)، ۲۰۱۶ میلادی.
- «خط نور» (ایتالیا)، ۲۰۱۴ میلادی.
- آی‌بی‌ام ایتالیا، مرکز توجیهی اجرایی نرم‌افزار آی‌بی‌ام، رم (ایتالیا)، ۲۰۱۰ میلادی.
- گاراژ سن مارکو، ونیز (ایتالیا)، ۲۰۰۹ میلادی.
- فروشگاه کارخانهٔ فراری، سراواله سکریویا (ایتالیا)، ۲۰۰۹ میلادی.
- فراری، گالری موزۀ فراری، مارانلو (ایتالیا)، ۲۰۰۴ میلادی.
- گروه بوسکولو، نیویورک رزیدنس، بوداپست (مجارستان)، ۲۰۰۴ میلادی.
- کیکو میک‌آپ میلانو، فروشگاه‌های دال، ۲۰۰۶ میلادی.
- سوپرگا، فروشگاه‌ها، ۱۹۹۷ میلادی.

## کتابشناسی
- ماسیمو یوسا گینی، سیلاونگو، نسخهٔ روسی شرایبر، ۱۹۹۱ میلادی.
- طراحی ماسیمو یوسا گینی، کالوس، ۱۹۹۲ میلادی.
- ماسیمو یوسا گینی، ان.ان. ادیزیونی، دوسلدورف، ۱۹۹۳ میلادی.
- ایستگاه متروی کروپکه در هانوفر، الکتا، میلان ۲۰۰۰ میلادی.
- ۱۵ سال پروژه، الکتا، میلان ۲۰۰۱ میلادی.
- تصویر شرکت خودرو، الکتا، میلان ۲۰۰۲ میلادی.
- طراحی فروشگاه - فضای تجربی، ۲۰۰۲ میلادی.
- تمرینات در معماری، الکتا، میلان ۲۰۰۳ میلادی.
- ماسیمو یوسا گینی از طراح تا معمار، نشر کامپوزیتوری، بولونیا، ۲۰۰۵ میلادی.
- ماسیمو یوسا گینی، نقشه‌های معماری، گالری آنتونیا یانونه، ۲۰۰۷ میلادی.
- پایدار اما زیبا. پروژه‌های یوسا گینی آسوچاتی، نشر کومپوزیتوری، بولونیا، ۲۰۰۹ میلادی.
- طراحی قرن بیستم، شارلوت و پیتر فیل، تاشن، ۲۰۱۱ میلادی.
- آگورا / فرم و فن‌آوری / مرکز توجیهی اجرایی نرم‌افزار آی‌بی‌ام - رم، الکتا، میلان ۲۰۱۲ میلادی.
- قهرمانان طراحی - ماسیمو یوسا گینی، جلد ۳۳، هاشته فاشیکولی، میلان ۲۰۱۲ میلادی.
- ماسیمو یوسا گینی، نشر اسکیرا، میلان ۲۰۱۳ میلادی.